# Yuechi
Yuechi, tidigare stavat Yochih, är ett härad som lyder under Guang'ans stad på prefekturnivå i Sichuan-provinsen i sydvästra Kina.